# Naglfar
Naglfar je legendární loď v severské mytologii, která je vyrobena z nehtů (rukou i nohou) mrtvých. Její čas nadejde při Ragnaröku, konci světa, kdy se vydá na cestu díky povodni, která ji uvede do pohybu. Tuto povodeň způsobí had Midgardsorm vylézající z moře na pevninu. Kapitánem je obr Hrym a kormidelníkem bůh Loki. Cílem Naglfaru je Vígríd, obří pláň, kde se Ragnarök odehraje.